# 郵便印郵趣
郵便印郵趣（ゆうびんいんゆうしゅ）コレクションとは、広義の郵便印を分類・研究した切手コレクションのことで、マルコフィリーとも称する。
一定の郵便印について、その使用目的、使用期間、使用地域、印色や形の変化などを研究し、時代を追って示したものが郵便印郵趣コレクションの基本である。
機械印の異なるタイプの研究は郵便印郵趣の分野であり、ある郵政の自動化の歴史は郵便史コレクションの分野となる。